# Je suis un professeur
Pour plus de détails, voir Fiche technique et Distribution.
Je suis un professeur (en russe : Я - учитель, Ya - outchitel) est un film russe réalisé par Sergueï Mokritski, sorti en 2016.

## Fiche technique
- Titre original : Я - учитель, Ya - outchitel
- Titre français : Je suis un professeur
- Réalisation : Sergueï Mokritski
- Scénario : Alexeï Borodatchiov
- Photographie : Sergueï Mokritski
- Montage : Alice Hoffer et Svetlana Maklakova
- Musique : Pavel Akimkine
- Pays d'origine :  Russie
- Format : Couleurs - 35 mm
- Genre : drame
- Durée : 88 minutes
- Date de sortie : 2016

## Distribution
- Alexandre Kovtounets : Pavel Zoubov
- Ioulia Peressild : Anna
- Philippe Reinhardt : Kuns
- Vladislav Abachine : Piotr
- Andreï Smoliakov : le colonel Rykov
- Sergueï Pokhodaïev : Ivan
- Boris Kamorzine : Chliakine